# Alangium grisolleoides
Alangium grisolleoides är en kornellväxtart som beskrevs av René Paul Raymond Capuron. Alangium grisolleoides ingår i släktet Alangium och familjen kornellväxter. Inga underarter finns listade i Catalogue of Life.